# 烏拉街沿江古城址
烏拉街沿江古城址 (ウラガイ･エンゴウ･コジョウシ、 拼音：Wūlājiē yánjiāng gǔchéngzhǐ) は、中華人民共和国国務院が「第七批全国重点文物保護単位」(2013) に登録した古城趾の名称。登録地点は「吉林省吉林市龍潭区」。(1) 富爾哈古城、(2) 大常古城、(3) 三家子古城、の三つの城址で構成される。

## 富爾哈城

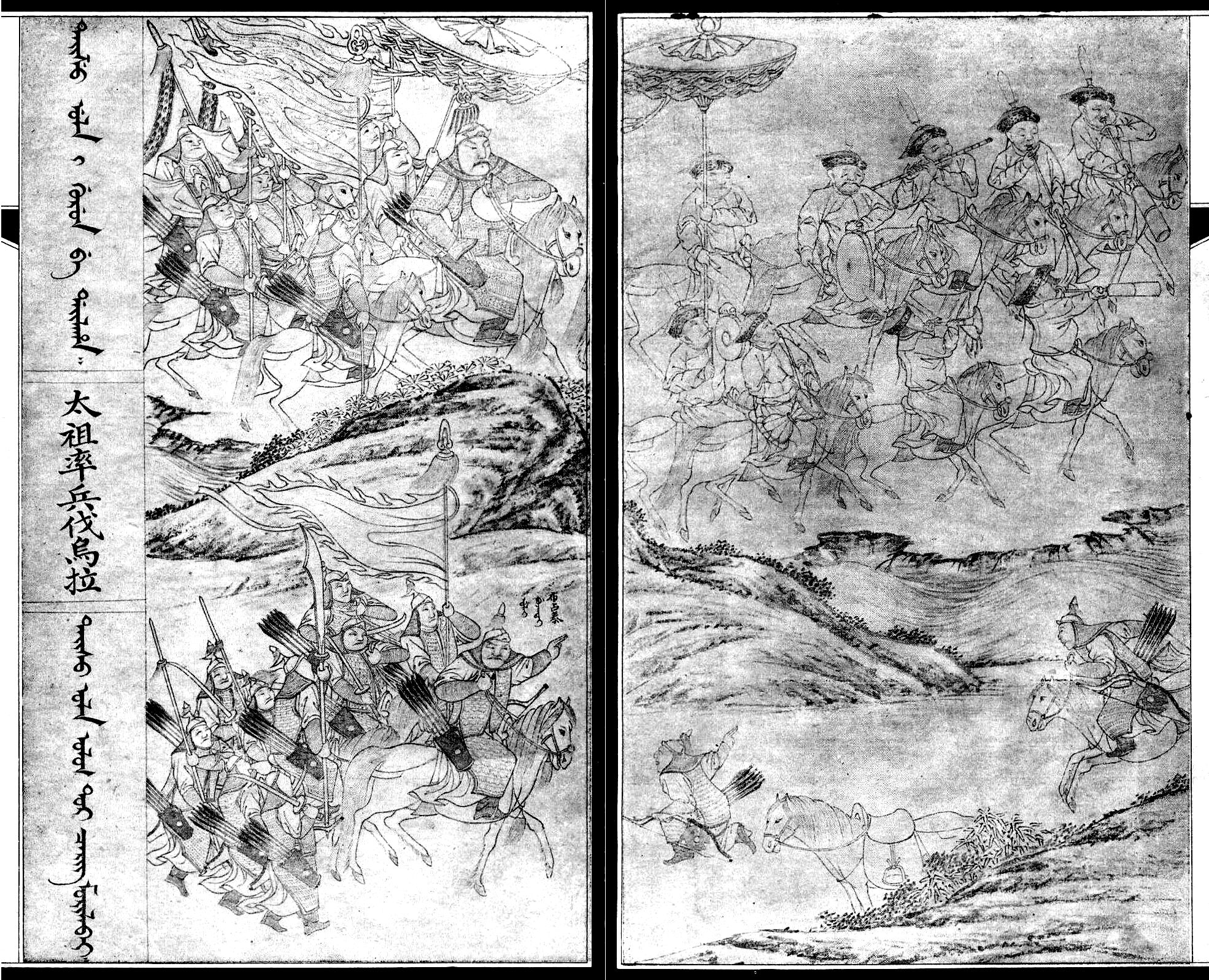
「烏拉河の戦」(上にヌルハチ、下にブジャンタイ、その間を左右に流れる河がウラ･ビラ＝烏拉河)

「富爾哈城」または「伏爾哈城」とも表記される。フルハ (満文：ᡶᡠᠯᡥᠠ, 転写：fulha) は恐らく地名で、満洲語の文献上には「フルハ･イ･ホトン (ᡶᡠᠯᡥᠠᡳ ᡥᠣᡨᠣᠨ, fulhai hoton)」という形で現れる。「イ (ᡳ, i)」は日本語の格助詞「の」に相当するので、厳密には「フルハの城」という意味である。フルハの城は元々金代に築かれ、以降、修繕改修して再利用された。清朝の文献上は、1612年の烏拉河の戦と翌1613年の烏拉城の戦に「フルハ (の津/ の城)」の名前が見られる。
2007年5月31日、「富爾哈城址」の名で「第六批吉林省省級文物保護単位」(分類：古遺址)に登録された。管理機関は吉林市文物管理処。城址は現在の吉林市烏拉街鎮から南へ5km、 富爾村の北方、万家村寄りに位置するとされる。「第六批吉林省省級文物保護単位」の説明には、土地は富爾通河と松花 (ウスリー) 江とに挟まれているとあるが、現在地図上で富爾通河が確認できない為、詳細不明。
「第六批吉林省省級文物保護単位」の説明に拠ると、全体に四角形を呈し、門は南向きに一基のみ。城壁は黄土で作った煉瓦を積み重ねて形成され、城廓の外には馬面 (城壁の上に設置された一種の物見櫓) と瓮城建筑、更に水堀の遺構が確認できる。東壁の北段に局部的な破損と、西壁、北壁にそれぞれ樋の開通による穿鑿跡がみられるのを除けば、保存状態は概ね良好である。

## 大常古城、三家子古城
「大常古城」には角楼 (隅櫓) が二つ、城門址が三つ現存し、城壁外部に瓮城、城廓外部に水堀の遺構が見られる。所在地は現在の烏拉街満族鎮大常村。
「三家子古城」は、現地では「老城」「小城子」などと呼ばれる。金代の城廓建筑を研究するにあたっての重要な現物考古史料である。所在地は現在の烏拉街満族鎮三家子村。
1961年に吉林省の「省級文物保護単位」に登録された。

## 参照元・脚註
1. ↑  「白地図専門店」の無料素材を利用して作成。
2. ↑  “1-8批吉林省全国重点文物保护单位名录 (保护范围和控制地带)”. 2023年5月19日閲覧。 “乌拉街沿江古城址 / 第七批 / 古遗址 / 金、明、清 / 吉林市龙潭区 / 保护范围：(1) 富尔哈古城：城墙外延50米以内；(2) 大常古城：城墙外延20米以内；(3) 三家子古城：城墙外延20米以内。建控地带：保护范围外延100米”
3. ↑  “布佔泰”. 清史稿. 223. 未詳. "丙子，布佔泰以兵三萬越伏爾哈城而軍，太祖猶欲諭之降。"
4. ↑  『滿洲實錄』(巻3) に「fulha(富爾哈) gebungge(と名付くる) dogonde(津に) ing(營) iliha(立て)」とある、この「fulha(富爾哈)」は富爾哈城と同じ地域かと思われる。
5. ↑  吉林省文化厅. “吉林省省级文物保护单位一览表”. 2012年11月2日時点のオリジナルよりアーカイブ。2012年11月12日閲覧。
6. ↑  “吉林省省级文物保护单位一览表”. 2023年5月19日閲覧。 “位于乌拉街公社南5公里万家大队与富尔大队之间，地处前、后富尔通河与松花江的夹角地带，平面呈方形，只有南门，城墙结构为黄土垒砌，城墙外附有马面、瓮城建筑，城外存有护城壕遗迹。该城除东墙北段遭到局部破坏，西墙和北墙因开水渠打开两豁口外，其它部分保存尚好。”